# Cyrtocarpa velutinifolia
Cyrtocarpa velutinifolia là một loài thực vật có hoa trong họ Đào lộn hột. Loài này được (R.S.Cowan) J.D.Mitch. & Daly mô tả khoa học đầu tiên năm 1991.